# Птице нису стварне
Птице нису стварне је сатирична теорија завере која тврди да су птице заправо беспилотне летелице којима управља влада Сједињених Држава да шпијунирају америчке грађане. Новинарка Рејчел Робертс је 2018. године описала теорију да Птице нису стварне као „шалу у којој су хиљаде људи умешане“.

## Позадина
Питер Мекиндо је створио сатиричну теорију завере у јануару 2017. Након што је видео про-Трампове контрапротестантке на Маршу жена 2017. у Мемфису у Тенесију, Мекиндо је написао „Птице нису стварне“ на постеру и импровизовао теорију завере међу контрапротестантима као "спонтану шалу". Снимак Мекиндоа на маршу постао је виралан, што је покренуло сатирични покрет. Он је 2017. године на Фејсбуку објавио: „Направио сам сатирични покрет пре неколико месеци, и чини се да се људима на Инстаграму много допада." Касније је одбацио ту објаву, рекавши да је то написао службеник који је отпуштен, и није признао све до 2021. да заиста не верује у заверу.
Покрет тврди да је савезна влада истребила све птице у Сједињеним Државама између 1959. и 1971. и заменила их сличним дроновима које је влада користила за шпијунирање грађана; специфичности ових теорија нису увек доследне, за разлику од стварних теорија завере. Они тврде да птице седе на далеководима да би се напуниле, да птице остављају измет на аутомобиле као метод праћења, и да је председника САД Џона Ф. Кенедија убила влада због његове невољности да убије све птице.
Неки присталице су демонстрирале са знаковима на којима је писало „Птице нису стварне“ и сличним слоганима. Године 2019. постављен је билборд са натписом „Птице нису стварне“ у Мемфису у Тенесију. Године 2021, неки присталице су демонстрирали испред седишта Твитера у Сан Франциску захтевајући да компанија промени свој лого птица. 

## Медији
Мекиндо се више пута појављивао у медијима и дао више интервјуа промовишући покрет Птице нису стварне. Године 2021. изјавио је да ради пуно радно време као портпарол покрета, зарађујући од продаје "робе".
У интервјуу 2019. године, Мекиндо је користио обостраност да промовише Птице нису стварне, рекавши да га је увредило питање да ли је покрет сатиричан, јер такво питање не би било постављено супротном мишљењу (да су птице су стварне). Мекиндо је 6. јануара 2022. повратио током ТВ интервјуа уживо са ВГН9 из Чикага. Часопис Adweek је то назвао „очигледном шалом“, а Мекиндо је то назвао „хитним послом“.
У јануару 2022, Мекиндо се појавио у профилу покрета за Vice, дајући свој први интервју за медије док није био у лику. У мају 2022. Мекиндо је дао интервју од 60 минута. Почео је интервју у карактеру, али је касније разбио карактер и описао сврху иза стварања сатиричног покрета: „Дакле, потребно је узети овај концепт дезинформација и скоро изградити мало безбедног простора да се окупимо у њему и да му се смејемо, а не да будемо уплашени тога. И прихвати лудост свега тога и буди птичја истина на тренутак када је све тако лудо."